# Грин, Джек Ньютон
Джек Н. Грин (англ. Jack N. Green; род. 18 ноября 1946, Сан-Франциско, США) — американский кинооператор. Номинировался на премию «Оскар» за операторскую работу в фильме «Непрощённый».

## Биография
Родился 18 ноября 1946 года в городе Сан-Франциско, США. Первой работой Грина в кино была должность помощника оператора. В этом качестве он проработал с 1974 по 1986 год, приняв участие в съёмках фильмов «Полицейский из Беверли-Хиллз», «Человек со звезды», «Бледный всадник» и «Рокки 4». В 1986 году дебютировал как основной кинооператор на съёмках картины «Перевал разбитых сердец» режиссёра Клинта Иствуда. Этот фильм стал началом их сотрудничества, за время которого они сняли одиннадцать картин, среди которых «Птица», «Непрощённый», «Мосты округа Мэдисон» и «Космические ковбои». Также известен по фильмам «Прерванная жизнь» режиссёра Джеймса Мэнголда, «Одиночка» Ф. Гэри Грея и «Миссия „Серенити“» Джосса Уидона.
Член Американского общества кинооператоров с сентября 1992 года.

## Избранная фильмография

### Оператор
- 2014 — Оставленные / Left Behind (реж. Вик Армстронг)
- 2011 — Дневник слабака 2: Правила Родрика / Diary of a Wimpy Kid: Rodrick Rules (реж. Дэвид Бауэрс)
- 2010 — Машина времени в джакузи / Hot Tub Time Machine (реж. Стив Пинк)
- 2010 — Дневник слабака / Diary of a Wimpy Kid (реж. Тор Фреденталь)
- 2008 — Девушка моего лучшего друга / My Best Friend’s Girl (реж. Ховард Дойч)
- 2007 — Ну что, приехали: Ремонт / Are We Done Yet? (реж. Стив Карр)
- 2005 — Миссия «Серенити» / Serenity (реж. Джосс Уидон)
- 2005 — Сорокалетний девственник / The 40-Year-Old Virgin (реж. Джадд Апатоу)
- 2004 — 50 первых поцелуев / 50 First Dates (реж. Питер Сигал)
- 2003 — Подержанные львы / Secondhand Lions (реж. Тим Маккэнлис)
- 2003 — Одиночка / A Man Apart (реж. Ф. Гэри Грей)
- 2000 — Космические ковбои / Space Cowboys (реж. Клинт Иствуд)
- 1999 — Настоящее преступление / True Crime (реж. Клинт Иствуд)
- 1999 — Прерванная жизнь / Girl, Interrupted (реж. Джеймс Мэнголд)
- 1997 — Полночь в саду добра и зла / Midnight in the Garden of Good and Evil (реж. Клинт Иствуд)
- 1997 — Абсолютная власть / Absolute Power (реж. Клинт Иствуд)
- 1997 — Скорость 2: Контроль над круизом / Speed 2: Cruise Control (реж. Ян де Бонт)
- 1996 — Смерч / Twister (реж. Ян де Бонт)
- 1995 — Сеть / The Net (реж. Ирвин Уинклер)
- 1995 — Мосты округа Мэдисон / The Bridges of Madison County (реж. Клинт Иствуд)
- 1995 — Плохая компания / Bad Company (реж. Дэмиен Харрис)
- 1995 — Поразительные приключения панды / The Amazing Panda Adventure (реж. Кристофер Кэйн)
- 1994 — Пойманный в раю / Trapped In Paradise (реж. Джордж Галло)
- 1993 — Идеальный мир / A Perfect World (реж. Клинт Иствуд)
- 1993 — Приключения Бриско Каунти — младшего / The Adventures of Brisco County Jr. (пилотная серия. реж. Брайан Спайсер)
- 1992 — Непрощённый / Unforgiven (реж. Клинт Иствуд)
- 1992 — Преступная любовь / Love Crimes (реж. Лиззи Борден)
- 1991 — Обман / Deceived (реж. Дэмиен Харрис)
- 1990 — Новичок / The Rookie (реж. Клинт Иствуд)
- 1990 — Белый охотник, чёрное сердце / White Hunter, Black Heart (реж. Клинт Иствуд)
- 1989 — Розовый кадиллак / Pink Cadillac (реж. Бадди Ван Хорн)
- 1988 — Смертельный список / The Dead Pool (реж. Бадди Ван Хорн)
- 1988 — Птица / Bird (реж. Клинт Иствуд)
- 1987 — Каков отец, таков и сын / Like Father, Like Son (реж. Род Дэниэл)
- 1986 — Перевал разбитых сердец / Heartbreak Ridge (реж. Клинт Иствуд)

### Режиссёр
- 1997 — Путешественник[англ.] / Traveller
- 2001 — Слезы ей к лицу[англ.] / Pretty When You Cry

## Награды и номинации
- Номинировался на премию «Оскар» в 1993 году за операторскую работу в фильме «Непрощённый»[3]

- Номинировался на премию BAFTA в 1993 году за операторскую работу в фильме «Непрощённый»[4]

- Премия «Американского общества кинооператоров»
  - Номинировался в 1996 году за операторскую работу в фильме «Мосты округа Мэдисон»[4]
  - Лауреат премии за жизненные достижения в 2009 году[4]